# Вейделєвка
Вейде́лєвка (рос. Вейделевка) — селище міського типу, центр Вейделєвського району Бєлгородської області, Росія.
Населення селища становить 7 013 осіб (2008; 7 188 в 2002).

## Географія
Селище розташоване на річці Ураєва, лівій притоці річки Оскіл (басейн Сіверського Дінця), за 11 км від кордону з Україною.

## Історія
Вперше Вейделєвка згадується в 1742 році. Назва походить від прізвища першого власника поселення німця барона фон Вейделя. Статус смт отримала в 1972 році.

## Економіка
В селищі працюють молочний завод, підприємства з виробництва кормів, будівельних матеріалів та крейди, друкарня.
Діють будинок культури, ПТУ, НДІ соняшника, краєзнавчий музей.